# 部井久アダム勇樹
部井久 アダム 勇樹（べいぐ アダム ゆうき、1999年4月21日 - ）は、福岡県福岡市出身のハンドボール選手。中央大学法学部法律学科卒。Cesson Rennes(セッソン・レンヌ、フランス1部リーグ)、SARAN(サラン・ロワレ、フランス2部リーグ)、ジークスター東京所属。

## 経歴
パキスタン人の父親、日本人の母親を持つハーフ。ソフトボールをしていた小学5年生の時に福岡県タレント発掘事業に参加。7競技で最高ランクのS評価を獲得した。福岡市立多々良中央中学校入学後から本格的にハンドボールを開始。2013年の第22回JOCジュニアオリンピックカップで優秀選手に選出。2014年の第23回JOCジュニアオリンピックカップではオリンピック有望選手に選ばれた。同年は日本代表U-16に選出されている。
中学卒業後は博多高等学校へ進学。2016年7月に第4回U-22東アジア選手権の日本代表U-22に選出された。8月には第7回男子ユースアジア選手権の日本代表U-19に選ばれた。
2017年7月に行われた日韓定期戦で日本代表に初選出。高校生が選出されるのは日本代表男子としては初めてだった。同年8月には日本代表U-19に選出され、第7回男子ユース世界選手権に出場し、過去最高のベスト8。2018年1月には第18回アジア選手権の日本代表に選ばれた。
高校卒業後は中央大学法学部法律学科へ進学。LNHディヴィジオン・アン（フランス）のセッソン・レンヌ・メトロポールHBと契約し、2018年7月に渡欧。同年はナツィオナーレ2（4部）の下部チームでプレー。
2021年、東京オリンピック日本代表に選出された。1勝4敗で予選ラウンドを終了し最終順位は11位だった。
2023年、2022年アジア競技大会（杭州）日本代表に選出された。準決勝、3位決定戦は勝利ならず、4位で大会を終えた。
2024年6月28日、第33回オリンピック競技大会（パリ2024オリンピック）へ向けたハンドボール男子日本代表・彗星JAPANに内定したことが発表された。

## 代表歴

### 日本代表
- オリンピック（パリ）（2024年）
- アジア競技大会（杭州）（2023年）
- オリンピック（東京）（2021年）
- 世界選手権 (2019年)
- アジア選手権 (2018年)
- ジャパンカップ (2018年・2019年)
- 日韓定期戦 (2017年・2018年・2019年)
- インターナショナルマッチ (2018年)

#### 大会別成績
| 年     | 大会       | 対戦国                 | フィールド 得点 | 率   | 7m  | 合計 | 警告 | 退場 | 失格 |
| ------ | ---------- | ---------------------- | --------------- | ---- | --- | ---- | ---- | ---- | ---- |
| 2019年 | 世界選手権 | 北マケドニア戦 (予選)  | 2/3             | .667 | 0/0 | 2/3  | 0    | 0    | 0    |
| 2019年 | 世界選手権 | クロアチア戦 (予選)    | 0/4             | .000 | 0/0 | 0/4  | 0    | 0    | 0    |
| 2019年 | 世界選手権 | スペイン戦 (予選)      | 0/2             | .000 | 0/0 | 0/2  | 0    | 0    | 0    |
| 2019年 | 世界選手権 | アイスランド戦 (予選)  | 2/3             | .667 | 0/0 | 2/3  | 0    | 1    | 0    |
| 2019年 | 世界選手権 | バーレーン戦 (予選)    | 0/0             | -    | 0/0 | 0/0  | 0    | 0    | 0    |
| 2019年 | 世界選手権 | 朝鮮戦 (21-24位戦)     | 1/3             | .333 | 0/0 | 1/3  | 0    | 1    | 0    |
| 2019年 | 世界選手権 | アンゴラ戦 (21-24位戦) | 2/7             | .286 | 0/0 | 2/7  | 0    | 0    | 0    |

### 日本代表U-22
- U-22東アジア選手権 (2016年)

### 日本代表U-19
- ユース世界選手権 (2017年)
- ユースアジア選手権 (2016年)

### 日本代表U-16
- 日韓スポーツ交流 (2014年)